# Andrea Rübenacker
Andrea Rübenacker (* 17. Mai 1974 in Köln) ist eine deutsche Journalistin und Medienmanagerin. Seit 2018 ist sie Geschäftsführerin der Katholischen Nachrichten-Agentur (KNA).

## Leben
Andrea Rübenacker studierte nach ihrem Abitur 1993 am Kölner Johann-Gottfried-Herder-Gymnasium an der TU Dortmund sowie an der schottischen Edinburgh Napier University Journalistik und katholische Theologie. Sie war Volontärin beim WDR und absolvierte studienbegleitend von 1994 bis 1996 als Stipendiatin eine journalistische Ausbildung am Institut zur Förderung publizistischen Nachwuchses ifp in München. 
Von 1996 bis 2001 war sie als freiberufliche Fernsehjournalistin für verschiedene öffentlich-rechtliche Sender wie den Westdeutschen Rundfunk, das Zweite Deutsche Fernsehen (ZDF), die British Broadcasting Corporation (BBC) in London sowie als freie Agenturjournalistin für eine asiatische Nachrichtenagentur in Bangkok tätig. 
2000 wurde sie in Dortmund mit der Arbeit »Buddha boomt: eine inhaltsanalytische Untersuchung der im deutschen Fernsehen gesendeten Beiträge zum Thema „Buddhismus in Deutschland“; unter besonderer Berücksichtigung einer stofflichen Buddhismus-Betrachtung« im Fachbereich Journalistik bei Claus Eurich und Hans Grewel promoviert.
2001 ging Andrea Rübenacker als Chefin vom Dienst und Reporterin zur Deutschen Welle in die Nachrichtenredaktion nach Berlin. Von 2003 bis 2005 war sie als Langzeitdozentin des Deutschen Akademischen Austauschdienstes (DAAD) an der Royal University of Phnom Penh in Kambodscha tätig. Dort baute sie den ersten Journalistik-Studiengang für Print-, Hörfunk- und Fernsehjournalisten seit der Zeit der Roten Khmer auf. 2005 bis 2018 war sie bei der DW Akademie, dem internationalen Aus- und Fortbildungszentrum der Deutschen Welle, tätig u. a. in der Funktion der Abteilungsleiterin Afrika sowie der Bereichsleiterin Asien.
2015 wurde Andrea Rübenacker von der Hochschule Mittweida zur Honorarprofessorin für Internationales Medienmanagement und Interkulturelle Kommunikation ernannt und übernahm am Standort Düsseldorf als Akademiedirektorin bis 2018 die Leitung der Europäischen Medien- und Business Akademie (EMBA). Rübenacker hielt außerdem Lehraufträge an der Universität Dortmund im Fachbereich Journalistik, der Universität Bonn im Fachbereich Ethnologie sowie im Studiengang International Media Studies der Fachhochschule Bonn-Rhein-Sieg, der Universität Bonn und der Deutschen Welle. An der Rhodes-Universität in Grahamstown in Südafrika war sie 2012 im Bereich TV-Journalismus in der Lehre tätig.
Im Juni 2018 wurde Andrea Rübenacker vom KNA-Aufsichtsrat und der Gesellschafterversammlung zur Geschäftsführerin der Katholischen Nachrichten-Agentur (KNA) mit Sitz in Bonn sowie zur Hauptgeschäftsführerin des Katholischen Medienhauses und der KNA-Tochtergesellschaft dreipunktdrei mediengesellschaft mbH  gewählt. Sie trat die Nachfolge von Theo Mönch-Tegeder zum 1. November 2018 an.
Zudem ist sie seit 2018 geschäftsführender Vorstand der KNA-Promedia-Stiftung, einer Förderinitiative für junge Journalistinnen und Journalisten. Die KNA-Promedia-Stiftung bietet nationalen und internationalen Journalistinnen und Journalisten die Vermittlung von Wissen über Religionen und den interreligiösen Dialog.
Von 2012 bis 2018 war sie berufen durch den Ständigen Rat der Deutschen Bischofskonferenz Jurorin für den Katholischen Medienpreis, von 2016 bis 2021 Beraterin der Publizistischen Kommission der Deutschen Bischofskonferenz. Sie ist Mitglied im Trägerverein des Instituts zur Förderung publizistischen Nachwuchses e.V. (ifp). 
Seit 2024 ist Andrea Rübenacker in der Jury für den Ulrich-Wickert-Journalistenpreis und den Peter Scholl-Latour-Preis. 2011 erhielt sie den International Media Award for Interreligious Dialoge. 

## Ehrungen und Auszeichnungen
- International Media Award for Interreligious Dialogue (2001)